# 中村恵子 (1929年生の声優)
中村 恵子（なかむら けいこ、1929年4月15日 - ）は、日本の女性声優。

## 人物
長崎県で生まれ、税務官吏の仕事をしていた父親の都合で九州各地を転々として育つ。熊本女子専門学校家政科在学中から舞台で活動し、福岡放送劇団を経て、東京放送劇団に5期生とし入団。テレビ番組『ジェスチャー』のカゲの声を1954年から10年以上に渡り担当した。

## 出演作品

### テレビアニメ
- レインボー戦隊ロビン（1966年 - 1967年、ベル[5]）
- 佐武と市捕物控（1968年、お伝）
- さるとびエッちゃん（1971年、白雪先生[6]）

### 人形劇
- 連続ギニヨール（1955年、母）
- 家なき子（1955年、アランの母、老婆）
- 新諸国物語より笛吹童子（1977年 - 1978年）
- プリンプリン物語（1979年、ラセツの女王、オシモサコ）

### テレビ番組
- いちにのさんすう
- 大きくなる子
- ジェスチャー（カゲの声[4]）

### 吹き替え
- 引き裂かれたカーテン（クチンスカ伯爵夫人）